# Prvi razred 1922-1923
La Prvi razred 1922./23. (in lingua italiana prima classe 1922-23), in cirillico Први разред 1922./23., fu la quarta edizione della massima divisione delle varie sottofederazioni (podsaveze) in cui era diviso il sistema calcistico del Regno dei Serbi, Croati e Sloveni.
Le vincenti accedevano al Državno prvenstvo 1923 (campionato nazionale) per designare la squadra campione.

## Sottofederazioni
È rimasto invariato il numero (6) delle sottofederazioni rispetto alla stagione precedente.
| Città    | Sottofederazione               | Vincitrice ed ammessa al campionato nazionale |
| -------- | ------------------------------ | --------------------------------------------- |
| Lubiana  | Ljubljanski nogometni podsavez | Ilirija                                       |
| Zagabria | Zagrebački nogometni podsavez  | Građanski Zagabria                            |
| Subotica | Subotički nogometni podsavez   | Bačka Subotica                                |
| Belgrado | Beogradski loptački podsavez   | Jugoslavija                                   |
| Sarajevo | Sarajevski nogometni podsavez  | SAŠK                                          |
| Spalato  | Splitski nogometni podsavez    | Hajduk Spalato                                |

### Lubiana

#### Gruppo Lubiana
|  | Pos. | Squadra               | Pt | G | V | N | P | GF | GS | QR    |
|  | ---- | --------------------- | -- | - | - | - | - | -- | -- | ----- |
|  | 1.   | Ilirija               | 6  | 4 | 3 | 0 | 1 | 14 | 5  | 2,800 |
|  | 2.   | Hermes Lubiana        | 3  | 4 | 1 | 1 | 2 | 7  | 9  | 0,777 |
|  | 3.   | Primorje Lubiana (–2) | 1  | 4 | 1 | 1 | 2 | 5  | 12 | 0,416 |

|          | Ili  | Her  | Pri  |
| -------- | ---- | ---- | ---- |
| Ilirija  | –––– | 4-2  | 8-1  |
| Hermes   | 1-2  | –––– | 3-3  |
| Primorje | 1-0  | 0-1  | –––– |

#### Gruppo Celje
|  | Pos. | Squadra        | Pt | G | V | N | P | GF | GS | QR     |
|  | ---- | -------------- | -- | - | - | - | - | -- | -- | ------ |
|  | 1.   | Athletik Celje | 8  | 4 | 4 | 0 | 0 | 33 | 2  | 16,500 |
|  | 2.   | Celje          | 4  | 4 | 2 | 0 | 2 | 10 | 16 | 0,625  |
|  | 3.   | Svoboda        | 0  | 4 | 0 | 0 | 4 | 2  | 27 | 0,074  |

|          | Ath  | Cel  | Svo  |
| -------- | ---- | ---- | ---- |
| Athletik | –––– | 5-0  | 16-0 |
| Celje    | 2-9  | –––– | 5-2  |
| Svoboda  | 0-3  | 0-3  | –––– |

#### Gruppo Maribor
|  | Pos. | Squadra         | Pt | G | V | N | P | GF | GS | QR    |
|  | ---- | --------------- | -- | - | - | - | - | -- | -- | ----- |
|  | 1.   | 1.SŠK Maribor   | 12 | 8 | 5 | 2 | 1 | 29 | 8  | 3,625 |
|  | 2.   | Rapid Marburg   | 12 | 8 | 5 | 2 | 1 | 23 | 9  | 2,555 |
|  | 3.   | Svoboda Maribor | 9  | 8 | 4 | 1 | 3 | 17 | 14 | 1,214 |
|  | 4.   | MAK             | 5  | 8 | 2 | 1 | 5 | 9  | 19 | 0,473 |
|  | 5.   | Ptuj            | 2  | 8 | 1 | 0 | 7 | 5  | 33 | 0,151 |

|         | Mar  | Rap  | Svo  | MAK  | Ptu  |
| ------- | ---- | ---- | ---- | ---- | ---- |
| Maribor | –––– | 4-4  | 4-1  | 3-0  | 3-0  |
| Rapid   | 0-0  | –––– | 2-1  | 3-0  | 3-0  |
| Svoboda | 2-0  | 1-4  | –––– | 3-0  | 3-0  |
| MAK     | 1-5  | 3-0  | 2-2  | –––– | 3-0  |
| Ptuj    | 0-10 | 0-7  | 2-4  | 3-0  | –––– |

#### Finali
| Data              | Partita                        | Ris. |
| ----------------- | ------------------------------ | ---- |
| SEMIFINALI        |                                |      |
| 27.05.1923        | 1.SŠK Maribor – Athletik Celje | 2–1  |
| Ilirija esentato  |                                |      |
| FINALE            |                                |      |
| 10.06.1923        | Ilirija – 1.SŠK Maribor        | 6–1  |
| Fonte: exyufudbal |                                |      |

### Zagabria
|                   | Pos. | Squadra            | Pt | G | V | N | P | GF | GS | QR     |
| ----------------- | ---- | ------------------ | -- | - | - | - | - | -- | -- | ------ |
|                   | 1.   | Građanski Zagabria | 8  | 4 | 4 | 0 | 0 | 22 | 1  | 22,000 |
|                   | 2.   | Concordia Zagabria | 5  | 4 | 2 | 1 | 1 | 14 | 4  | 3,500  |
|                   | 3.   | HAŠK Zagabria      | 5  | 4 | 2 | 1 | 1 | 6  | 2  | 3,000  |
|                   | 4.   | Šparta Zagabria    | 1  | 4 | 0 | 1 | 3 | 1  | 11 | 0,090  |
|                   | 5.   | Ilirija Zagabria   | 1  | 4 | 0 | 1 | 3 | 1  | 26 | 0,038  |
| Fonte: exyufudbal |      |                    |    |   |   |   |   |    |    |        |

| Data                     | Partita               | Ris. |
| ------------------------ | --------------------- | ---- |
| 23.07.1923               | Građanski - Concordia | 4–0  |
| 23.07.1923               | HAŠK - Ilirija        | 3–0  |
| 29.07.1923               | Građanski - HAŠK      | 2–1  |
| 29.07.1923               | Concordia - Ilirija   | 8–0  |
| 05.08.1923               | Concordia - HAŠK      | 0–0  |
| 05.08.1923               | Građanski - Šparta    | 2–0  |
| 12.08.1923               | Ilirija – Šparta      | 1–1  |
| 26.08.1923               | Građanski - Ilirija   | 14–0 |
| 26.08.1923               | HAŠK – Šparta         | 1–0  |
| 02.09.1923               | Concordia - Šparta    | 6–0  |
| Fonte: Fonte: exyufudbal |                       |      |

#### Finali
| Data                    | Partita                           | Ris. |
| ----------------------- | --------------------------------- | ---- |
| SEMIFINALI PROVINCIALI  |                                   |      |
| ?                       | VŠK Varaždin – Željezničar Sisak  | 2–1  |
| ?                       | Orijent – VGŠK Virovitica         | 2–0  |
| FINALE PROVINCIALE      |                                   |      |
| ?                       | VŠK Varaždin – Orijent            | 1–0  |
| FINALE SOTTOFEDERALE    |                                   |      |
| ?                       | Građanski Zagabria – VŠK Varaždin | 5–0  |
| Fonte: claudionicoletti |                                   |      |

### Subotica
|                   | Pos. | Squadra             | Pt | G  | V  | N | P  | GF | GS | QR    |
| ----------------- | ---- | ------------------- | -- | -- | -- | - | -- | -- | -- | ----- |
|                   | 1.   | Bačka Subotica      | 29 | 16 | 13 | 3 | 0  | 71 | 10 | 7,100 |
|                   | 2.   | SAND Subotica       | 27 | 16 | 13 | 1 | 2  | 71 | 15 | 4,733 |
|                   | 3.   | SSU Sombor          | 21 | 16 | 9  | 3 | 4  | 43 | 21 | 2,047 |
|                   | 4.   | Sloga Subotica      | 17 | 16 | 6  | 5 | 5  | 32 | 25 | 1,280 |
|                   | 5.   | Sport Subotica      | 16 | 16 | 7  | 2 | 7  | 26 | 37 | 0,702 |
|                   | 6.   | Amateur Sombor      | 13 | 16 | 5  | 3 | 8  | 31 | 41 | 0,756 |
|                   | 7.   | SMTC Subotica       | 7  | 16 | 3  | 1 | 12 | 16 | 46 | 0,347 |
|                   | 8.   | Konkordija Subotica | 7  | 16 | 3  | 1 | 12 | 16 | 69 | 0,231 |
|                   | 9.   | SKAK Stara Kanjiža  | 6  | 16 | 3  | 0 | 13 | 13 | 55 | 0,236 |
| Fonte: exyufudbal |      |                     |    |    |    |   |    |    |    |       |

|                   | Bač  | SND  | Som  | Slo  | Spo  | Ama  | SMT  | Kon  | SKA  |
| ----------------- | ---- | ---- | ---- | ---- | ---- | ---- | ---- | ---- | ---- |
| Bačka             | –––– | 3-0  | 1-1  | 2-1  | 5-0  | 6-1  | 5-1  | 5-0  | 13-0 |
| SAND              | 2-7  | –––– | 6-0  | 2-0  | 2-0  | 5-0  | 6-0  | 16-0 | 2-0  |
| Somborski         | 0-1  | 0-1  | –––– | 2-2  | 7-0  | 1-0  | 3-0  | 5-1  | 6-1  |
| Sloga             | 1-1  | 1-3  | 1-3  | –––– | 1-1  | 1-3  | 3-0  | 4-0  | 2-1  |
| Sport             | 1-1  | 0-5  | 1-2  | 0-3  | –––– | 3-0  | 2-1  | 6-2  | 2-0  |
| Amateur           | 1-2  | 1-4  | 3-3  | 4-4  | 6-1  | –––– | 4-3  | 2-2  | 2-1  |
| SMTC              | 0-6  | 0-3  | 0-4  | 2-2  | 1-4  | 3-0  | –––– | 0-1  | 2-0  |
| Konkordija        | 0-8  | 3-5  | 3-2  | 0-4  | 0-3  | 2-0  | 2-3  | –––– | 0-3  |
| SKAK              | 1-5  | 0-9  | 0-4  | 1-2  | 1-2  | 0-4  | 1-0  | 3-0  | –––– |
| Fonte: exyufudbal |      |      |      |      |      |      |      |      |      |

### Belgrado
|                   | Pos. | Squadra             | Pt | G | V | N | P | GF | GS | QR    |
| ----------------- | ---- | ------------------- | -- | - | - | - | - | -- | -- | ----- |
|                   | 1.   | Jugoslavija         | 11 | 6 | 5 | 1 | 0 | 25 | 4  | 6,250 |
|                   | 2.   | Vardar Belgrado     | 5  | 6 | 2 | 1 | 3 | 7  | 13 | 0,538 |
|                   | 3.   | BSK Belgrado (–4)   | 3  | 6 | 3 | 1 | 2 | 11 | 8  | 1,375 |
|                   | 4.   | Konkordija Belgrado | 1  | 6 | 0 | 1 | 5 | 5  | 23 | 0,217 |
| Fonte: exyufudbal |      |                     |    |   |   |   |   |    |    |       |

| Data              | Partita                  | Ris. |
| ----------------- | ------------------------ | ---- |
| 27.09.1922        | BSK - Konkordija         | 4–1  |
| 15.10.1922        | BSK - Jugoslavija        | 2–2  |
| 22.10.1922        | Jugoslavija - Konkordija | 8–0  |
| 12.11.1922        | Vardar - Konkordija      | 1–1  |
| 19.11.1922        | Jugoslavija - Vardar     | 4–0  |
| 26.11.1922        | BSK - Vardar             | 1–2  |
| 18.03.1923        | BSK – Vardar             | 1–0  |
| 25.03.1923        | Jugoslavija - Konkordija | 5–0  |
| 13.04.1923        | BSK – Jugoslavija        | 5–1  |
| 24.05.1923        | BSK - Konkordija         | 2–1  |
| 22.07.1923        | Jugoslavija - Vardar     | 4–1  |
| 09.09.1923        | Vardar – Konkordija      | 3–2  |
| Fonte: exyufudbal |                          |      |

#### Finale
| Data                     | Partita                   | Ris. |
| ------------------------ | ------------------------- | ---- |
| FINALE BELGRADO/NOVI SAD |                           |      |
| ?                        | Jugoslavija – Juda Makabi | 9–0  |
| Fonte: claudionicoletti  |                           |      |

### Sarajevo
|                   | Pos. | Squadra         | Pt | G | V | N | P | GF | GS | QR    |
| ----------------- | ---- | --------------- | -- | - | - | - | - | -- | -- | ----- |
|                   | 1.   | SAŠK            | 16 | 8 | 8 | 0 | 0 | 53 | 7  | 7,571 |
|                   | 2.   | Hajduk Sarajevo | 9  | 8 | 3 | 3 | 2 | 12 | 22 | 0,545 |
|                   | 3.   | Slavija         | 8  | 8 | 4 | 0 | 4 | 27 | 13 | 2,076 |
|                   | 4.   | Sarajevski      | 4  | 8 | 1 | 2 | 5 | 13 | 31 | 0,419 |
|                   | 5.   | Troja Sarajevo  | 3  | 8 | 1 | 1 | 6 | 10 | 42 | 0,238 |
| Fonte: exyufudbal |      |                 |    |   |   |   |   |    |    |       |

|                   | SAŠ  | Haj  | Sla  | Sar  | Tro  |
| ----------------- | ---- | ---- | ---- | ---- | ---- |
| SAŠK              | –––– | 9-0  | 3-1  | 7-1  | 6-0  |
| Hajduk            | 2-7  | –––– | 2-1  | 0-0  | 3-1  |
| Slavija           | 2-3  | 2-3  | –––– | 1-0  | 12-0 |
| Sarajevski        | 1-9  | 1-1  | 1-6  | –––– | 7-1  |
| Troja             | 0-9  | 1-1  | 1-2  | 6-2  | –––– |
| Fonte: exyufudbal |      |      |      |      |      |

#### Provincia
| Data                    | Partita                                      | Ris.      |
| ----------------------- | -------------------------------------------- | --------- |
| PRIMO TURNO             |                                              |           |
| ?                       | Uskok Čapljina – Jugoslovenski ŠK Mostar     | 1–7       |
| ?                       | Krivaja Zavidovići – Bojna Travnik           | 3–2 (dts) |
| SEMIFINALE              |                                              |           |
| ?                       | Krivaja Zavidovići – Obilić Tuzla            | n.d.      |
| FINALE PROVINCIALE      |                                              |           |
| ?                       | Jugoslovenski ŠK Mostar – Krivaja Zavidovići | n.d.      |
| Fonte: claudionicoletti |                                              |           |

### Spalato

#### Città
|                   | Pos. | Squadra           | Pt | G | V | N | P | GF | GS | QR     |
| ----------------- | ---- | ----------------- | -- | - | - | - | - | -- | -- | ------ |
|                   | 1.   | Hajduk Spalato    | 12 | 6 | 6 | 0 | 0 | 34 | 3  | 11,333 |
|                   | 2.   | RSK Spalato       | 6  | 6 | 2 | 2 | 2 | 8  | 13 | 0,615  |
|                   | 3.   | RŠK Borac Spalato | 5  | 6 | 2 | 1 | 3 | 11 | 20 | 0,550  |
|                   | 4.   | Uskok Spalato     | 1  | 6 | 0 | 1 | 5 | 2  | 19 | 0,105  |
| Fonte: exyufudbal |      |                   |    |   |   |   |   |    |    |        |

| Partita           | And. | Rit. |
| ----------------- | ---- | ---- |
| Hajduk – Borac    | 7–2  | 5–0  |
| Split – Uskok     | 1–0  | 0–0  |
| Hajduk – Split    | 8–0  | 3–1  |
| Hajduk – Uskok    | 8–0  | 3–0  |
| Borac – Uskok     | 3–0  | 4–2  |
| Split – Borac     | 5–1  | 1–1  |
| Fonte: exyufudbal |      |      |

#### Provincia
La vittoria del torneo della provincia di Spalato non consentiva l'accesso al Državno prvenstvo 1923.
| Data              | Partita                          | Ris. |
| ----------------- | -------------------------------- | ---- |
| QUARTI            |                                  |      |
| 01.04.1923        | Crnogorac - Lovćen               | 7–0  |
| 01.04.1923        | Primorac Kotor - Slaven Gruda    | 3–0  |
| 01.04.1923        | GOŠK Gruž - Jug Dubrovnik        | 2–0  |
| 01.04.1923        | Biokovo Makarska - Zmaj Makarska | 2–1  |
| SEMIFINALI        |                                  |      |
| 28.06.1923        | Crnogorac - Primorac Kotor       | 5–1  |
| 25.08.1923        | GOŠK Gruž - Biokovo Makarska     | 2–0  |
| FINALE            |                                  |      |
| 23.09.1923        | GOŠK Gruž – Crnogorac            | 2–1  |
| 21.10.1923        | GOŠK Gruž – Crnogorac            | 0–3  |
| Fonte: exyufudbal |                                  |      |